# Edo Shigenaga
Edo Shigenaga est un nom japonais traditionnel ; le nom de famille (ou le nom d'école), Edo, précède donc le prénom (ou le nom d'artiste).
Edo Shigenaga (江戸重長) est le deuxième chef du clan Edo. Il s'établit d'abord puis prête son nom au village de pêche d'Edo qui deviendra Tokyo. Il est aussi connu sous le nom d'« Edo Taro ».
En 1180, Minamoto Yoritomo demande à Shigenaga sa coopération dans son soulèvement contre la domination des Taira à Kyoto. D'abord hésitant, Shigenaga l'aide finalement à renverser la tutelle Taira. Yoritomo accorde à Shigenaga sept nouveaux domaines dans la province de Musashi, dont Kitami dans ce qui est à présent l'arrondissement de Setagaya à l'ouest de Tokyo.